# Arizpe
Arizpe este un municipiu în statul Sonora, nord-vestul Mexicului.